# Німецький орден (нагорода)

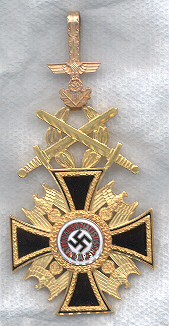
Німецький Орден 1-го ступеня

Німецький орден (нім. Deutscher Orden) — найвища відзнака НСДАП, і, одночасно, найвища державна нагорода Третього Рейху.

## Історія
Німецький Орден був заснований на початку 1942 року Адольфом Гітлером, щоб «відзначити найвищі заслуги […], які німець може здійснити для свого народу».
Дизайн ордену розробив Бенно фон Арент, єдиним виробником нагороди була компанія Wilhelm Deumer в Люденшайді.
Німецький Орден мав 3 ступені. Всього відбулось 11 нагороджень, орден 3-го ступеня не отримав ніхто.
У різноманітних колекціях є декілька десятків екземплярів даного ордена (набагато більше, ніж відбулось нагороджень), перевірити справжність більшості на цей час неможливо.
В музеї Люденшайда знаходяться 4 екземпляри Німецького ордена різних ступенів.

## Опис
Знак ордена мав вигляд чорного емальованого хреста із золотим обрамленням. В центрі хреста зображено Золотий партійний знак НСДАП. Між променями хреста — 4 імперських орла із складеними крилами, які тримають в лапах вінок і свастику.
Орден 1-го та 2-го ступеня носили на нашийній орденській стрічці, аналогічній стрічці Ордена крові. Реверс нагороди вкритий чорною емаллю, посередині — витиснутий золотом автограф Гітлера. Орден 1-го ступеня мав над верхнім променем хреста припаяний вінок із дубового листя та схрещені мечі.
Аверс ордена 3-го ступеня нічим не відрізнявся від вищих ступенів, на реверсі була припаяна шпилька для носіння нагороди на грудях.

## Нагороджені
| Ім'я             | Посада/звання                                                                              | Дата нагородження     | Ступінь            | Примітки |
| ---------------- | ------------------------------------------------------------------------------------------ | --------------------- | ------------------ | --- |
| Фріц Тодт        | Рейхсміністр боєприпасів та озброєнь, обергруппенфюрер СА                                  | 12 лютого 1942        | 1                  | Нагороджені посмертно. |
| Рейнгард Гейдріх | Начальний Головного управління імперської безпеки, обергруппенфюрер СС і генерал поліції   | 9 червня 1942         | 1                  | Нагороджені посмертно. |
| Адольф Гюнляйн   | Керівник НСКК                                                                              | 21 червня 1942        | невідомо           | Нагороджені посмертно. |
| Віктор Лютце     | Начальник штабу СА                                                                         | 7 травня 1943         | 1                  | Нагороджені посмертно. |
| Адольф Вагнер    | Гауляйтер, обергруппенфюрер СС, обергруппенфюрер СА                                        | 17 квітня 1944        | 1 (точно невідомо) | Нагороджені посмертно. |
| Йозеф Бюркель    | Гауляйтер                                                                                  | 3 жовтня 1944         | 1                  | Нагороджені посмертно. |
| Рудольф Шмундт   | Генерал піхоти, головний ад'ютант фюрера                                                   | 7 жовтня 1944         | 1                  | Нагороджені посмертно. |
| Константін Гірль | Рейхсляйтер, рейхсміністр без портферя, керівник Імперської служби праці                   | 24 лютого 1945        | 1                  | - Нагороджений до свого 70-річчя. - Нагорода Гірля мала особливий дизайн: дубове листя і мечі такі, як і у Лицарського хреста Залізного хреста з дубовим листям і мечами |
| Карл Ганке       | Гауляйтер і рейхсштатгальтер Нижньої Сілезії, обергруппенфюрер СС (згодом — рейхсфюрер СС) | Квітень 1945          | 2 (імовірно)       | |
| Карл Гольц       | Гауляйтер, группенфюрер СА                                                                 | 19 квітня 1945        | невідомо           | Загинув наступного дня після нагородження |
| Артур Аксман     | Керівник Гітлер'югенду                                                                     | 25 або 28 квітня 1945 | 2                  | |

З деякими документами, також планувались нагородження райхсфюрера СС Генріха Гіммлера та гроссадмірала Карла Деніца, однак вони не відбулись через швидку поразку Німеччини у війні.
Існує непідтверджене припущення, що Генріх Мюллер був нагороджений Німецьким Орденом.

## Сучасний статус нагороди
Відповідно до закону Німеччини про порядок нагородження орденами та про порядок носіння від 26 липня 1957 року (нім. Gesetz uber Titel, Orden und Ehrenzeichen) носіння Німецького Ордена, його публічна демонстрація і поширення забороняються. 
У Німеччині Орден вважається одним із символів антиконституційної пропаганди. 

## Цікаві факти
- Оскільки перші 7 нагороджень орденом відбулись посмертно, нагорода отримала цинічну назву «Орден мертвого героя».